# Église de la Vierge Pèlerine
L'église de la Vierge Pèlerine est un édifice religieux situé dans la ville de Pontevedra, en Galice, (Espagne). Il s'agit d'une chapelle baroque au plan en forme de coquille Saint-Jacques située au pied du Camino portugués.
La construction a commencé en 1778 et c'est l'un des édifices les plus symboliques et les plus remarquables de la ville de Pontevedra. Il est dédié à la Vierge qui, selon la tradition, a guidé des pèlerins de Baiona, dans le sud-ouest de la province de Pontevedra, à Saint-Jacques-de-Compostelle.
L'église abrite l'image de la Vierge Pèlerine (XIXe siècle), patronne de la province de Pontevedra et, à son tour, du Chemin portugais de pèlerinage à Saint-Jacques.
Déclarée monument historique-artistique en 1982, elle mêle une architecture tardive baroque à des formes néoclassiques, comme son retable principal, érigé en 1789. La forme du plan est inspirée d'une coquille Saint-Jacques, symbole par excellence des pèlerins, se terminant par une croix. Cette forme circulaire est associée à la typologie prévalant dans les temples portugais de l'époque.
Elle a été déclarée Bien d'intérêt culturel avec la catégorie Monument le 13 octobre 2011.

## Histoire
L'origine de la chapelle se trouve dans une image de la Vierge ainsi vêtue et que des pèlerins français ont ramenée à Pontevedra,. Dans la ville, elle attira tellement l'attention qu'une confrérie fut fondée pour l'adorer. Le germe de la chapelle remonte donc à l'année 1753, l'année de la fondation d'une congrégation dédiée au culte de la Virgen del Camino (Vierge du Chemin), le Chemin portugais de pèlerinage à Saint-Jacques, qui a donné naissance à la "Congrégation de Notre-Dame du Refuge la Divine Pèlerine".
En 1757, un autel a été réalisé pour l'image de la Vierge Pèlerine dans la chapelle de Notre-Dame la Vierge du Chemin, déjà existante, ce qui, avec le temps, a entraîné l'apparition de problèmes liés à l'existence de deux images avec une garde différente (collecte des aumônes, sonnerie des cloches, etc.) entre la Confrérie de la Vierge Pèlerine et celle de la Vierge du Chemin, propriétaire du Temple.

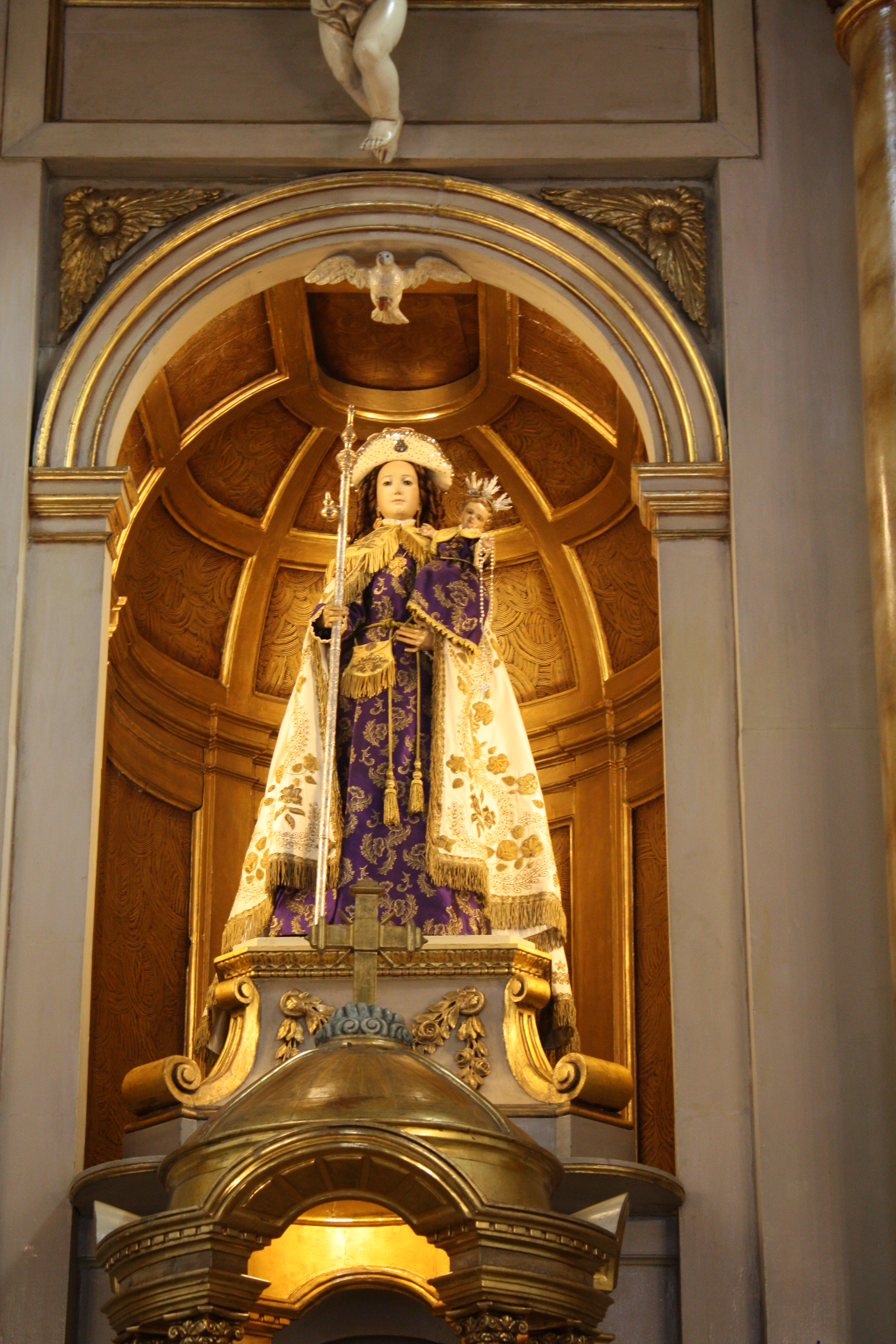
Image de la Vierge Pèlerine.

La justice et l'administration municipale, pour ces raisons et d'autres encore, ont ordonné le retrait de l'image et du retable du temple, qui ont été déplacés dans une nouvelle chapelle en bois sur un terrain à l'extérieur des remparts de la ville, près de la porte de Trabancas. Deux ans plus tard, lorsqu'une carrière fut ouverte sur une colline appartenant à l'un des membres de la congrégation de Saint Maur de Moldes, la première pierre du sanctuaire fut posée le 18 juin 1778, aux frais de la "Confrérie de Notre-Dame du Refuge et de la Divine Pèlerine". Les plans ont été élaborés par le maître d'œuvre Antonio Souto, qui était également sergent de milice. Sa construction fut achevée en 1792, l'année où les cloches, la porte, les vitraux et plus tard le parvis, consacré deux ans plus tard, furent placés. Le 2 août 1794, après seize ans de travaux, l'église fut bénie par le curé de Saint-Barthélemy.
Vers 1795, en raison d'une grande tempête qui causa de graves dégâts au temple, une partie de sa tour nord s'effondra et ne fut réparée que 80 ans plus tard en 1873, date à laquelle deux paratonnerres furent également installés. L'église n'est pas la seule à avoir subi des changements. L'environnement dans lequel la chapelle était située à l'origine a également changé jusqu'à nos jours. La ville a subi une restructuration urbaine majeure à partir du milieu du XIXe siècle, et le parvis a été remplacé par un grand escalier.
L'amiral Casto Méndez Núñez a fait don d'une grosse coquille de mollusque qu'il a ramenée du Pacifique d'une de ses multiples traversées qui sert de bénitier et qui se trouve à l'entrée de la chapelle. L'horloge de la tour nord a été installée en 1896, provenant de l'hôpital de Saint Jean de Dieu qui avait été démoli. Les cloches de l'hôpital ont également été installées dans l'église.
En 1981, la première restauration du Sanctuaire a été effectuée pour réparer des dommages structurels importants (il y avait de grandes fissures dans le bâtiment causées par un déplacement des fondations). Elle a été menée par César Portela et Xosé Bar Boo. Sa deuxième restauration la plus importante a eu lieu en 2008, quand on a restauré des vitraux, des murs, des peintures ou l'horloge de la tour entre autres éléments.
Le temple est administré par la Confrérie de la Vierge Pèlerine qui a payé pour sa construction et continue à le conserver et à maintenir le culte.

## Description

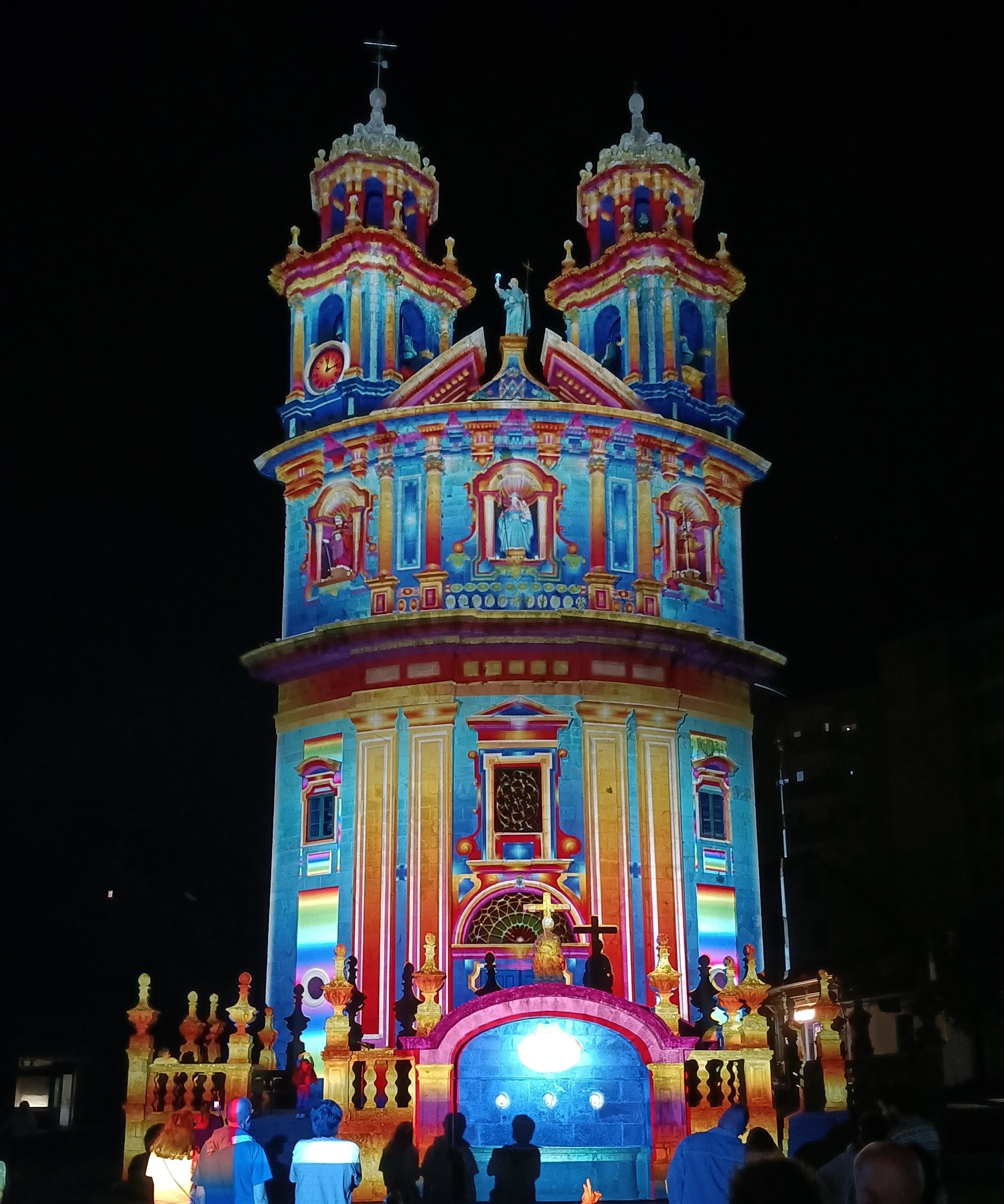
L'église illuminée en 2025 par l'artiste français Patrice Warrener.

C'est une chapelle à plan central. Son plan s'inspire d'une coquille Saint-Jacques, symbole caractéristique des pèlerins, à l'intérieur de laquelle est inscrite une croix. Le plan est rond, mais en incluant le vestibule, elle prend la forme d'une coquille Saint-Jacques. Le rond-point qui fait le temple lui-même est encadré de quatre pilastres cannelés, où s'appuient quelques arcs formerets abaissés sur lesquels repose la corniche volée. Au-dessus, il y a un dôme avec des lunettes. En plus du dôme, il y a une lanterne et une petite coupole.
À l'intérieur du temple, le presbytère, rectangulaire, est couvert d'une voûte d'arêtes. Le retable principal, de style néoclassique, a été réalisé en 1789 suivant le style de Melchor de Prado, bien que des variations aient été admises par son frère Manuel et Juan Pernas Gambino. Il se termine par un fronton avec un relief de la fuite en Égypte et l'image de la Vierge Pèlerine du XIXe siècle avec l'Enfant Jésus dans les bras, tous deux vêtus de pèlerine, bâton de pèlerin et portant une citrouille. Les peintures de sainte Claire, de Polanco, et une copie de la Vierge de saint Onfroy à Rome par Peruzzi sont remarquables. Il convient également de noter le bénitier dans le vestibule, configuré avec une coquille de mollusque apportée du Pacifique par l'amiral Méndez Núñez. Le lustre en cristal qui se trouve à l'intérieur de l'église est un bijou de la fin du XIXe siècle, pesant 250 kilos et mesurant 2,50 mètres de hauteur.
La façade principale, œuvre d'Antonio Souto, avec la collaboration de Bernardo José de Mier, est précédée d'un parvis avec un escalier, entouré d'une balustrade à pinacles. Au pied de l'escalier il y a une fontaine et une sculpture de Teucros dans la partie supérieure. Le parvis et la fontaine qui précèdent l'église constituent un ensemble urbain d'une singulière typicité et beauté.
La façade baroque est convexe et comporte deux corps. La partie inférieure est ornée de pilastres et la partie supérieure de colonnes corinthiennes, et elle abrite l'image de la Vièrge Pèlerine, sainte patronne de la province de Pontevedra, au sommet d'une niche, et sur chacun de ses côtés aussi en niche, les images de Saint-Jacques et Saint Roch. Tous les trois sont habillés en pèlerins. Les niches ont une voûte en coquille Saint-Jacques et sont décorées de volutes. Au sommet, il y a un fronton brisé au centre duquel se trouve une sculpture qui est l'image allégorique de la Foi. Des deux côtés il y a deux tours égales qui donnent au temple une finesse, un prestige et une solennité singuliers. La partie inférieure a une grande porte semi-circulaire, divisée par un linteau et au-dessus de trois fenêtres à frontons supérieurs, les côtés centraux triangulaires et incurvés.
Sur la place de l'église se trouve la célèbre sculpture du perroquet Ravachol.

## Symbole de la ville
L'église de la Vierge Pèlerine s'est consolidée en tant que symbole de la ville de Pontevedra,. En 2011 la Fabrique nationale de la monnaie et du timbre (FNMT) l'inclut comme symbole de la ville au verso de la pièce dédiée à Pontevedra dans la série des " capitales provinciales ", dans laquelle on inclut les 50 capitales provinciales espagnoles et les deux villes autonomes de Ceuta et Melilla. La pièce a la valeur nominale de 4 Reaux et est faite en argent 925 millième. Elle est tirée à 15.000 exemplaires et présentée dans un présentoir triptyque gainé d'une bande avec la pièce encapsulée et accompagnée d'un certificat d'authenticité. La pièce est accompagnée des explications suivantes :

« Le Sanctuaire de la Vierge Pèlerine, dans lequel Notre Dame la Vierge Pèlerine est vénérée, est l'un des édifices les plus représentatifs de la ville de Pontevedra. Construite au XVIIIe siècle, son plan rappelle la forme d'une coquille Saint-Jacques, symbole universel du pèlerinage à Saint-Jacques-de-Compostelle. Située au centre de la ville, sur la route portugaise du chemin de Saint-Jacques, elle a été construite avec les contributions financières de la Confrérie de la Vierge Pèlerine et est déclaré Bien d'intérêt culturel. »

La Société Nationale des Postes et Télégraphes d'Espagne l'a également incluse le 12 décembre 2014 sur le cachet des bureaux de poste de Pontevedra dans la collection des cachets commémoratifs des capitales provinciales espagnoles. Le lancement de ce cachet fut inclus dans la campagne entreprise par la Poste pour collaborer par courrier postal à la diffusion des images des lieux et monuments emblématiques des chefs-lieux espagnols.

## Protection
L'église fait l’objet d’un classement en Espagne au titre de bien d'intérêt culturel depuis le 10 février 1982.

## Culture
En 2025, du 20 au 22 juin, l'artiste français Patrice Warrener a illuminé l'église de la Vierge pèlerine avec sa technique Cromolite pendant les 3 premiers jours de la 32e édition de la Biennale internationale d'art de Pontevedra.

## Galerie d'images

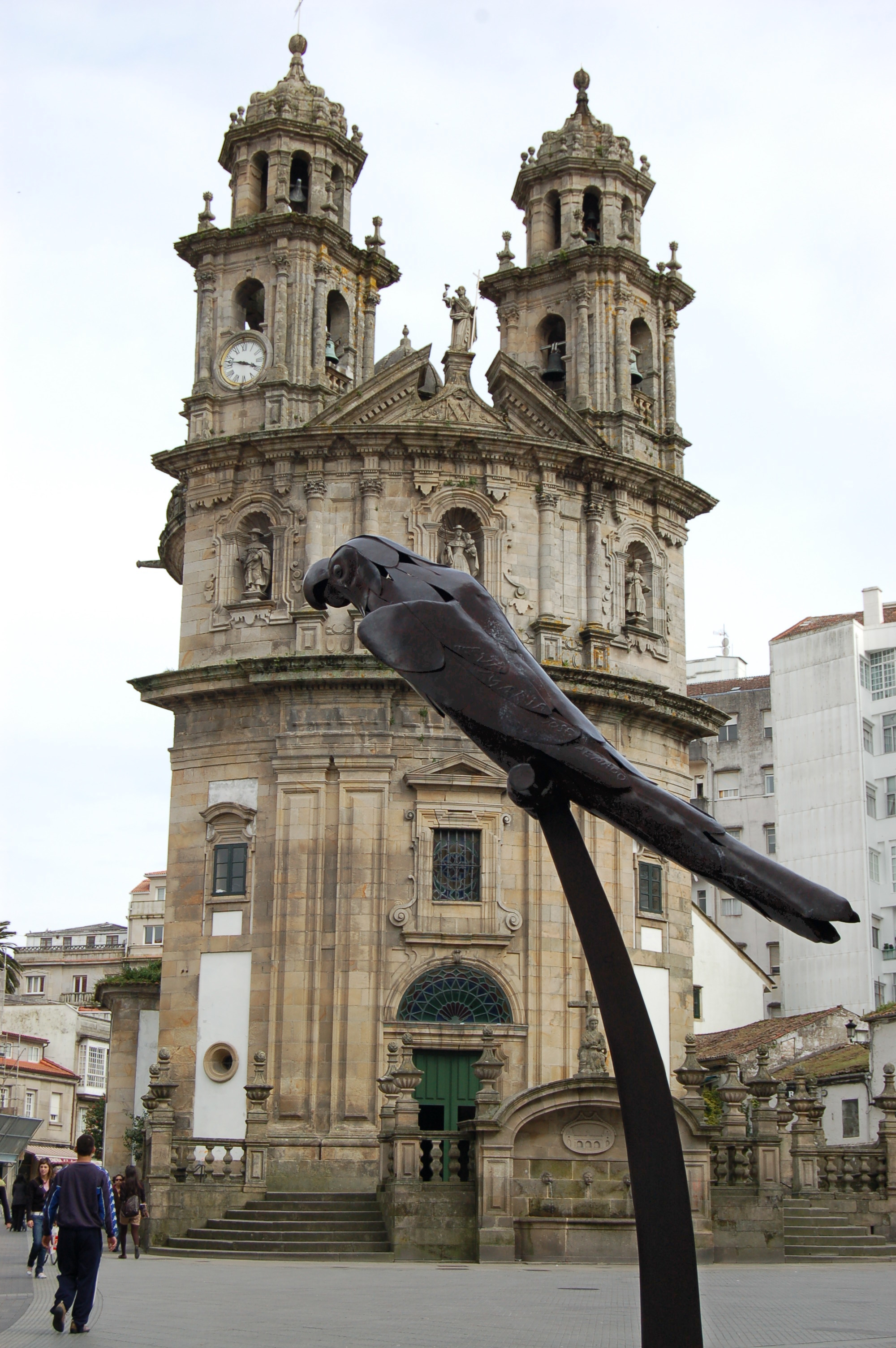
Façade de l'église et statue du Perroquet Ravachol.
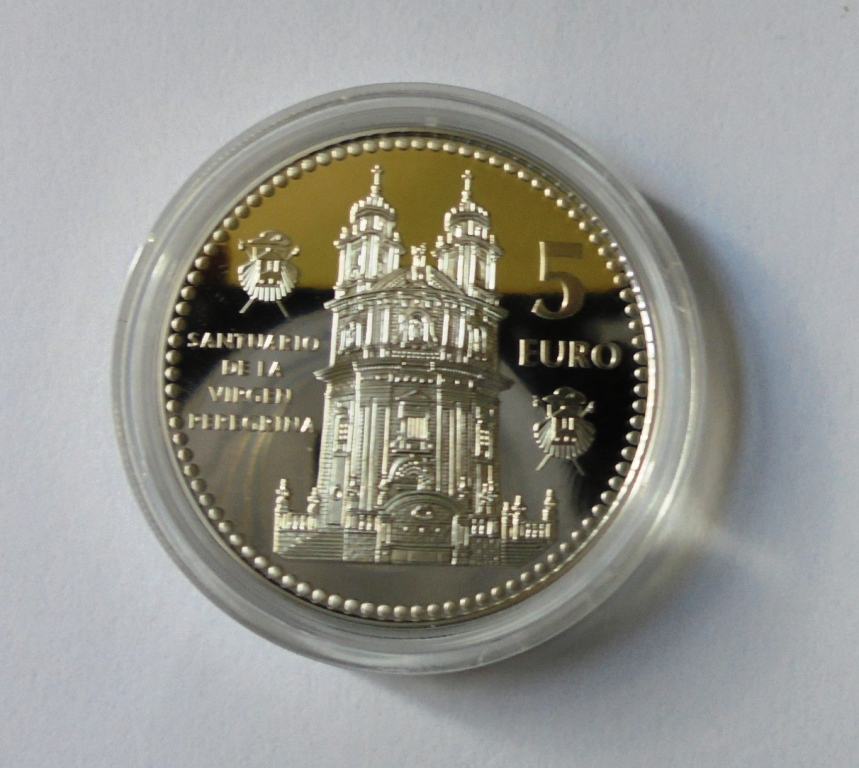
Pièce de monnaie en argent appartenant à la série Capitales de province d'Espagne, qui a été lancée en 2011.
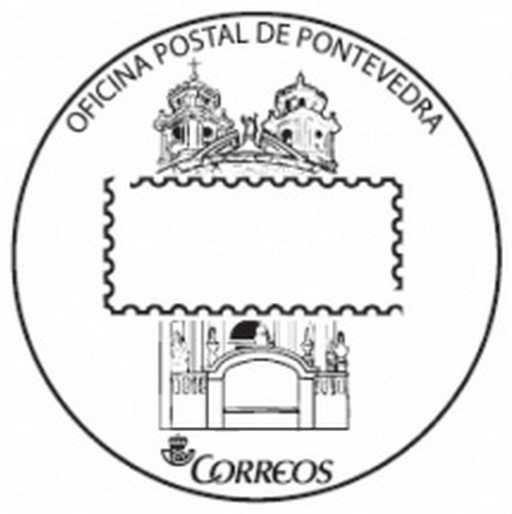
Cachet commémoratif de la Poste lancé en 2014.
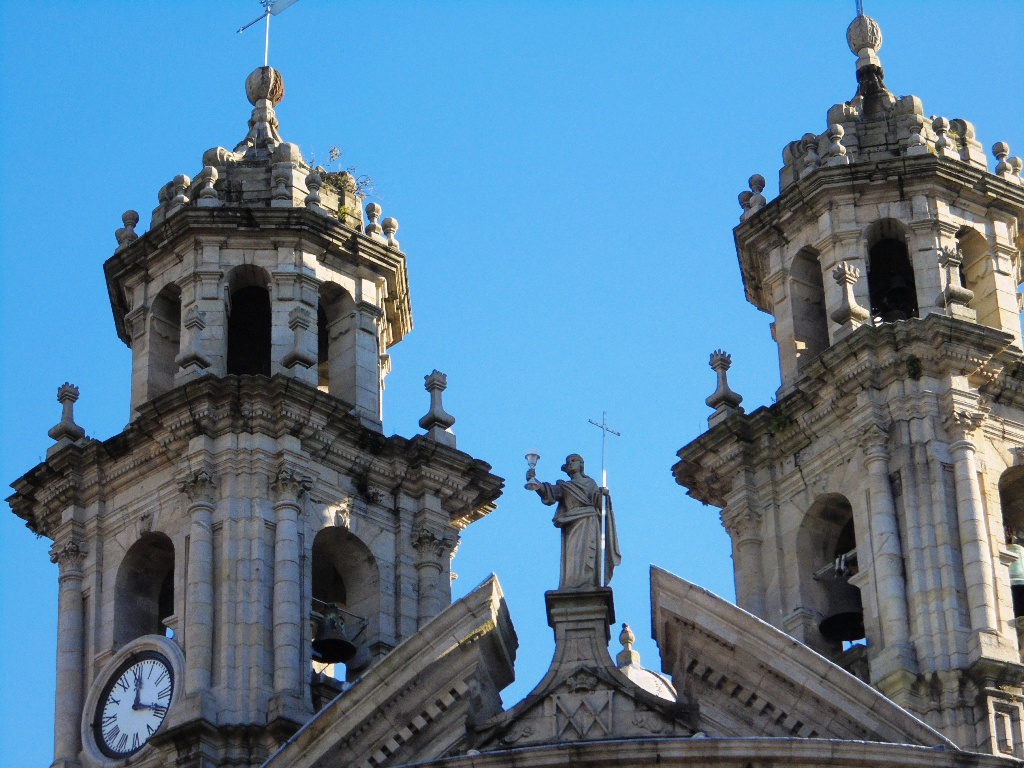
Figure de la foi au centre du fronton brisé et des tours jumelles
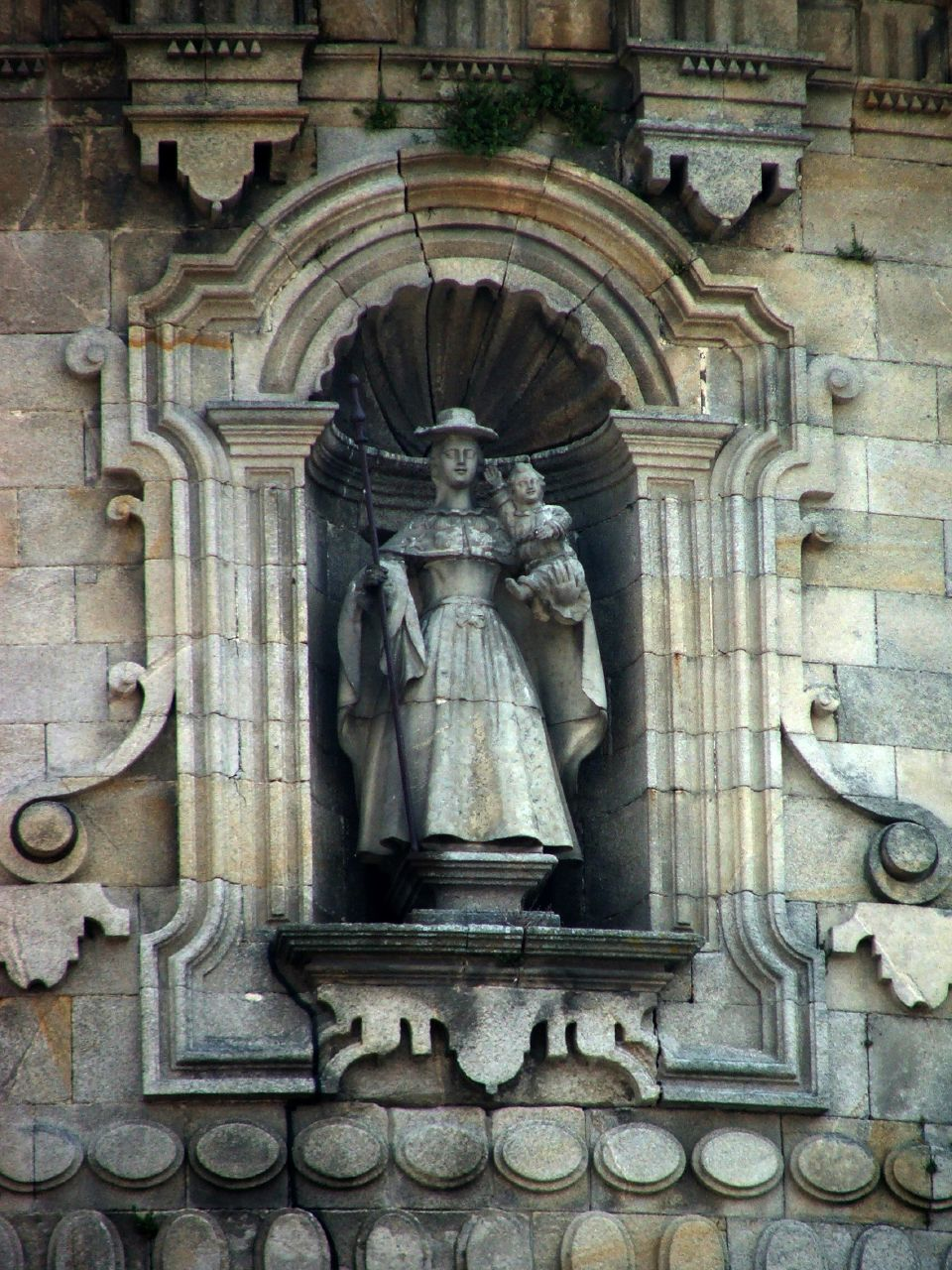
Vierge Pèlerine dans une niche sur la façade de l'église
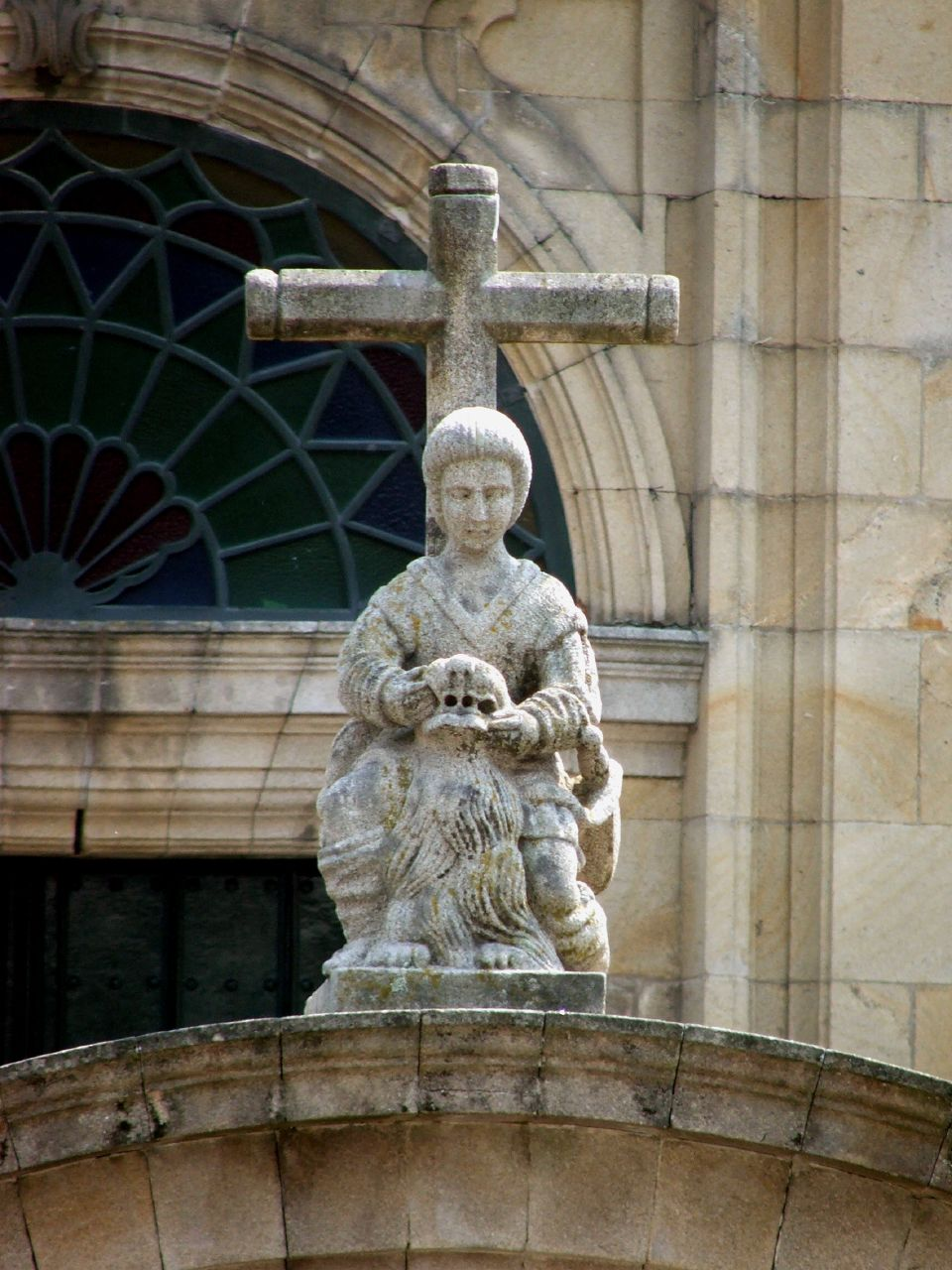
Statue sur le parvis
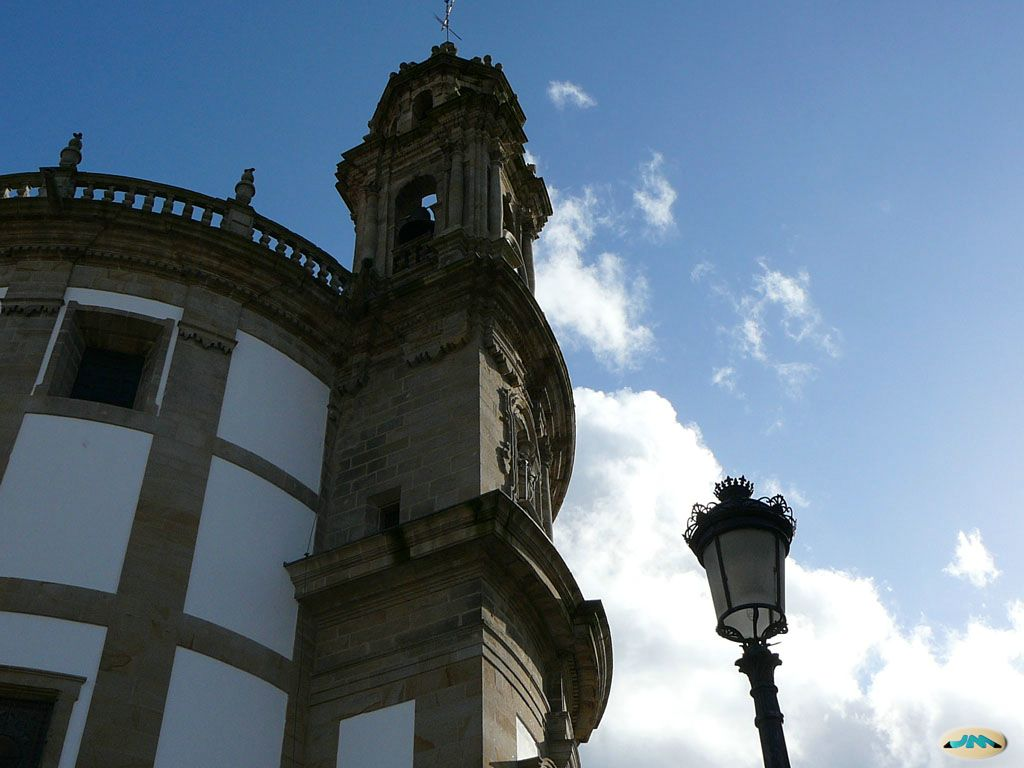
Façade latérale de l'église
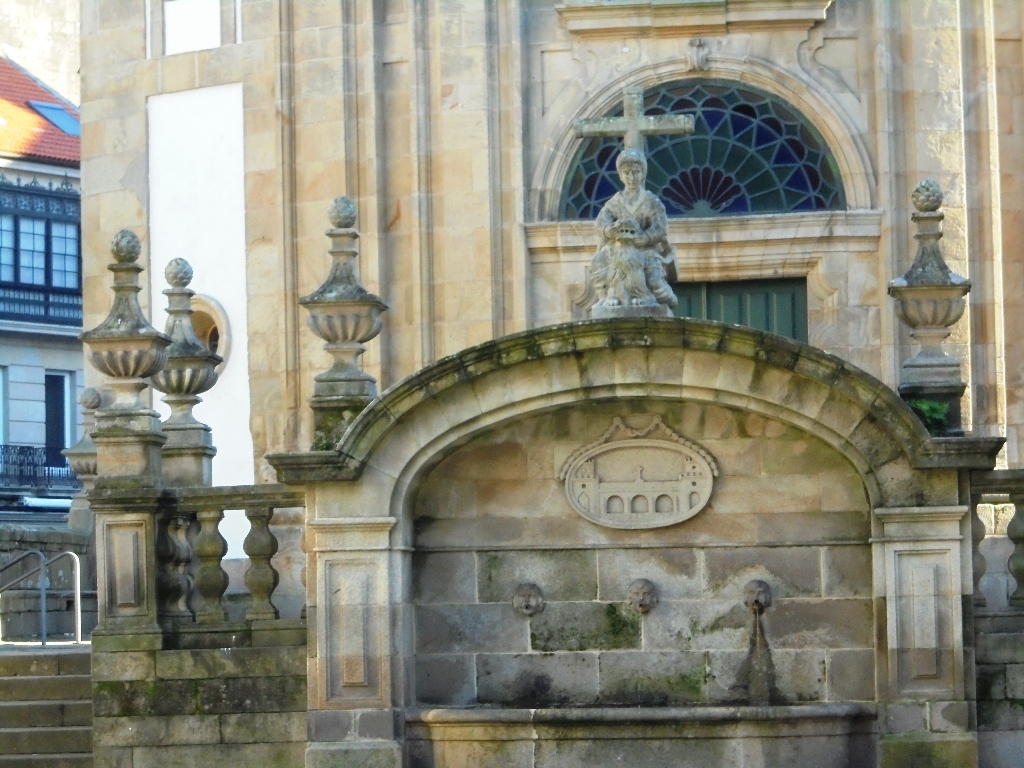
Fontaine devant l'église
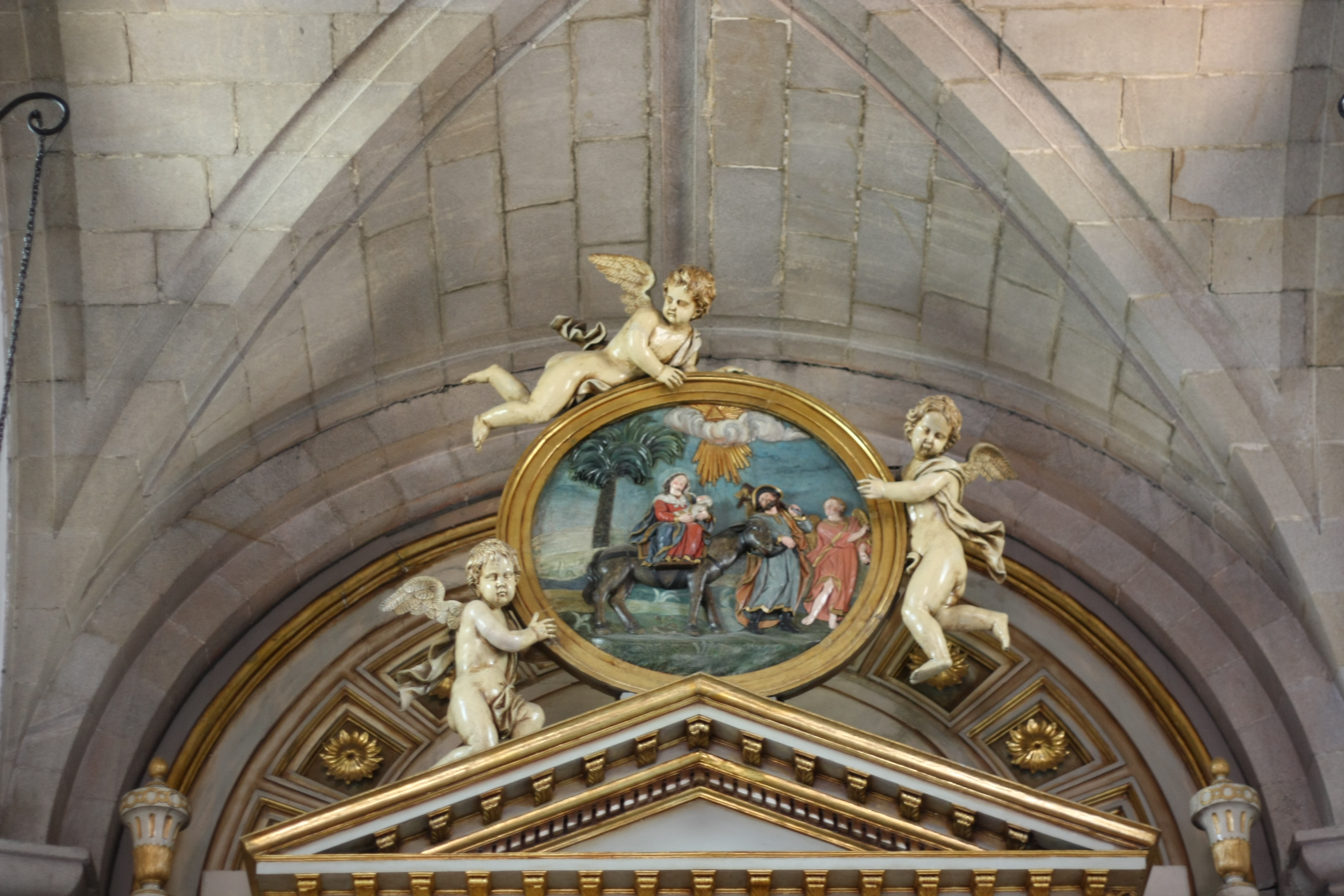
Détail du retable du maître-autel
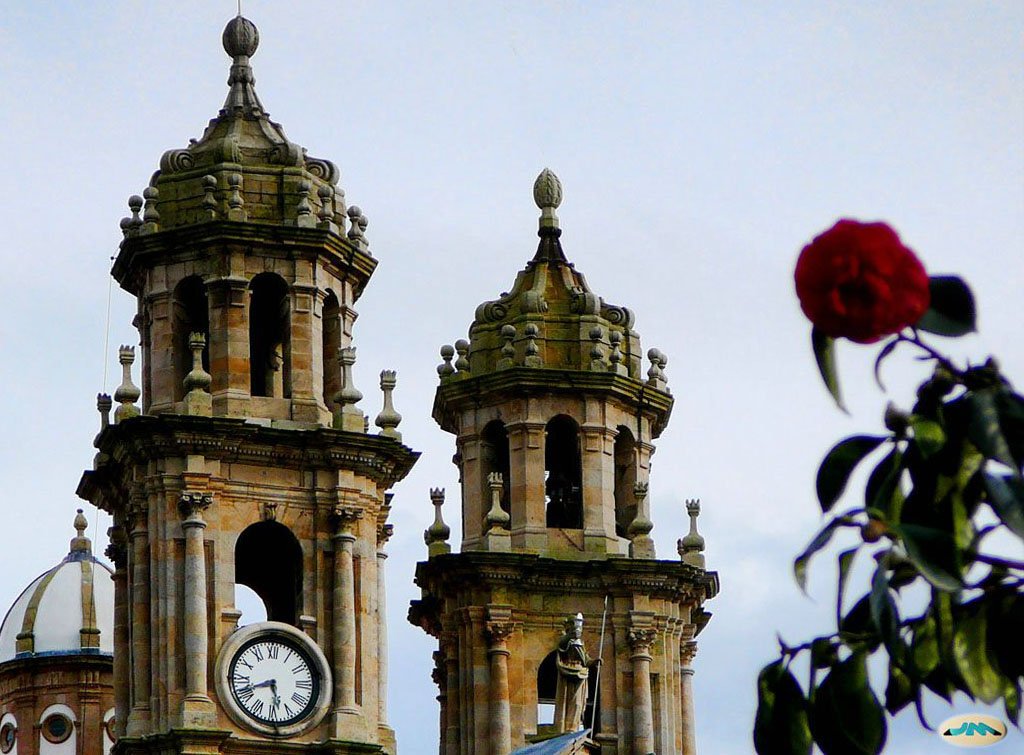
Les deux tours de la façade de l'église
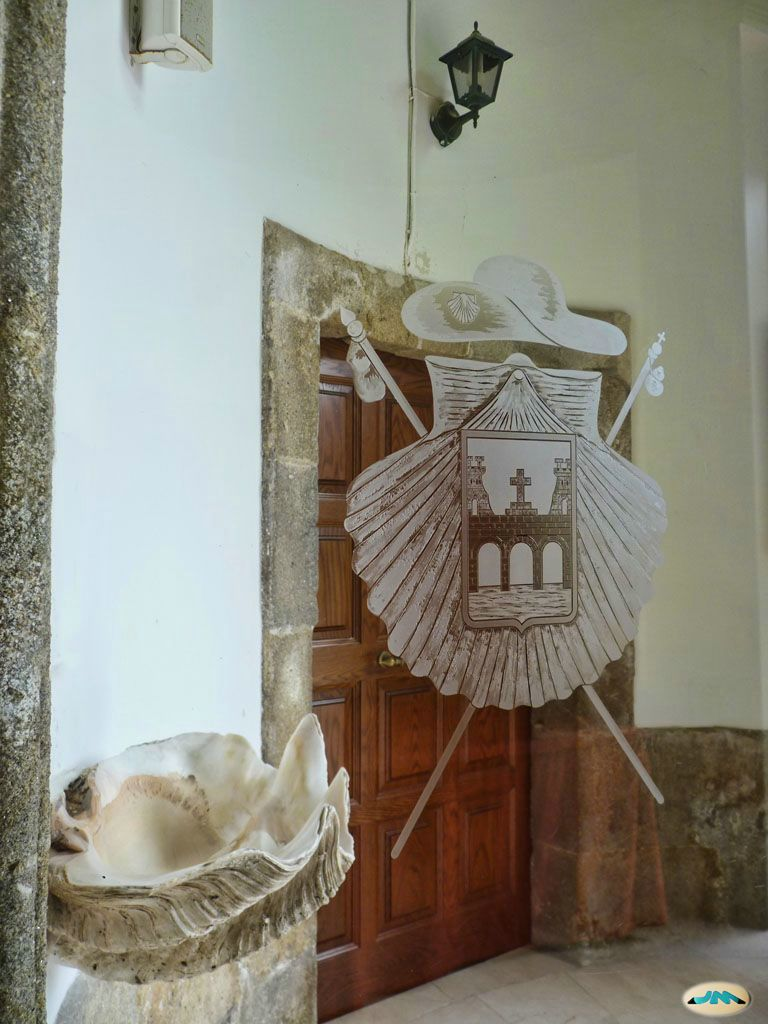
Entrée principale au temple
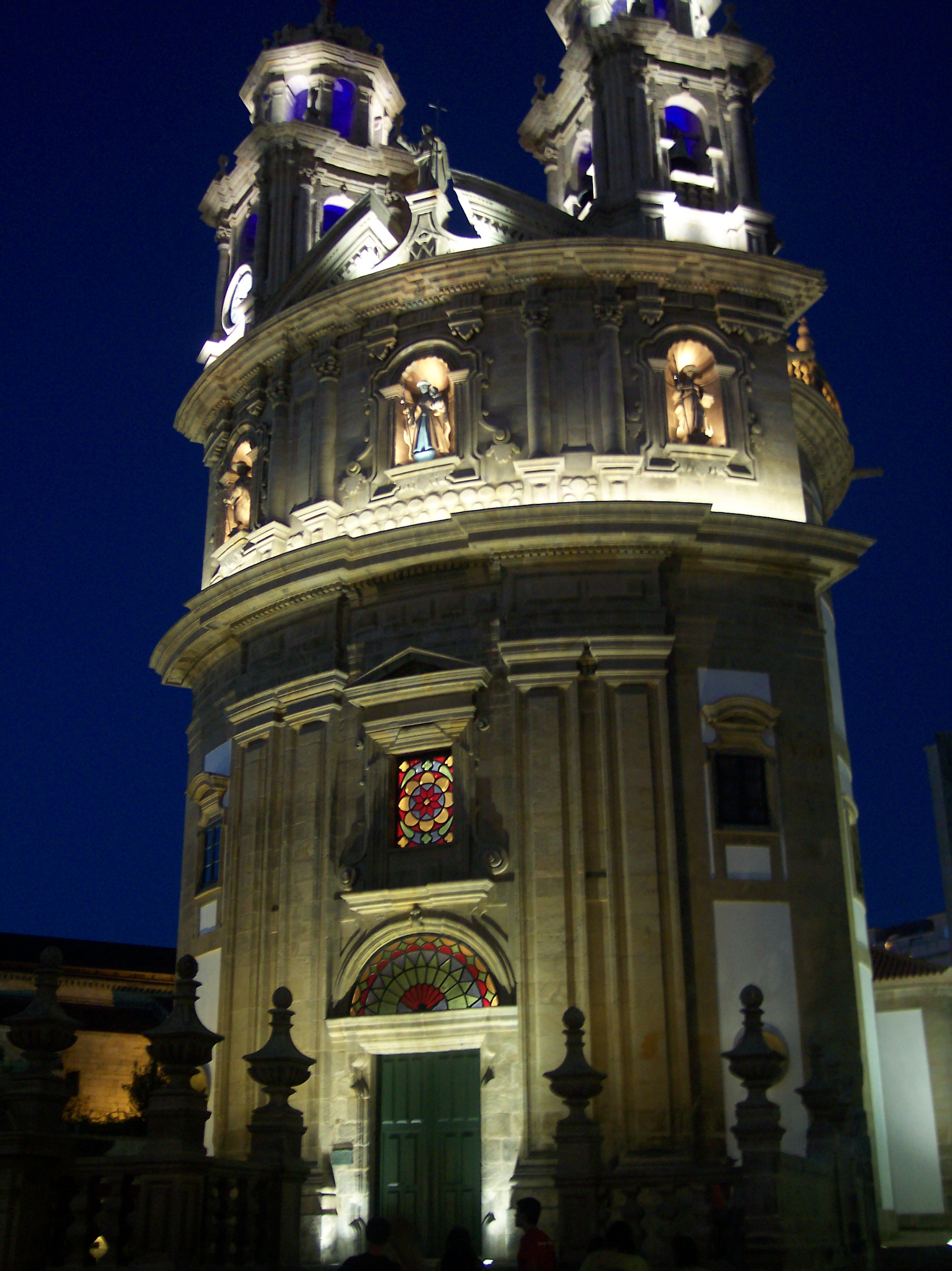
Vue de l'église, avec le nouvel éclairage
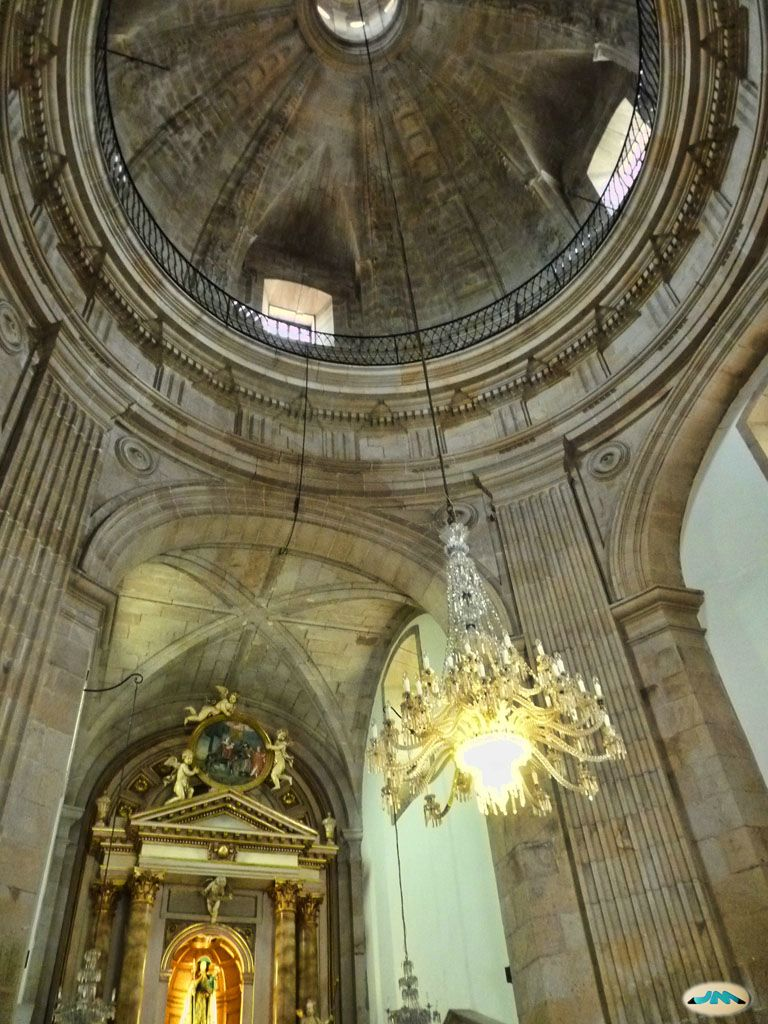
Détail de l'intérieur
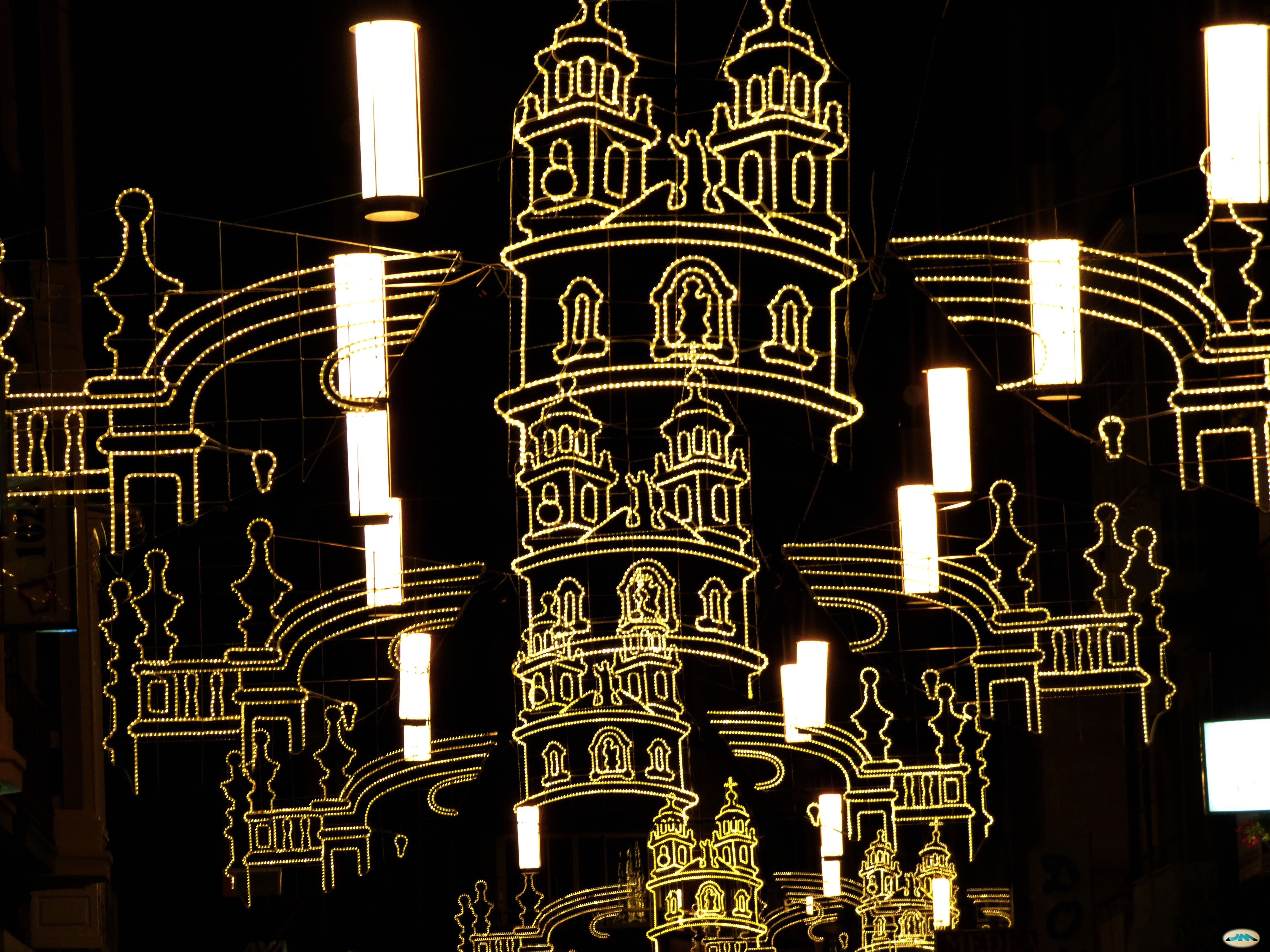
Lumières lors des festivités de la ville
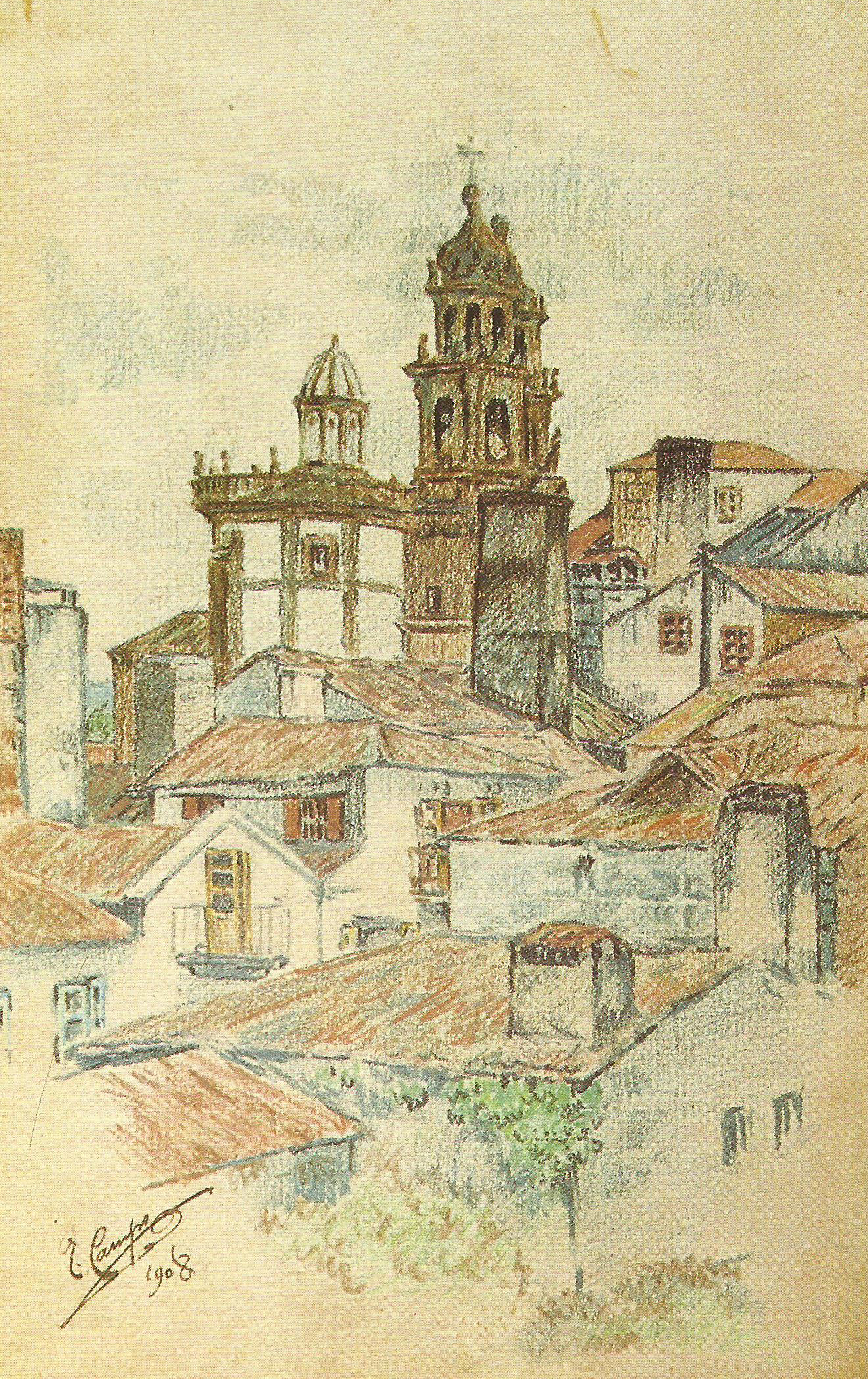
Église en 1908, par Enrique Campo